# 繰繰れ! コックリさん
『繰繰れ! コックリさん』（ぐぐれ コックリさん）は、遠藤ミドリによる日本の漫画作品。『月刊ガンガンJOKER』（スクウェア・エニックス）で2011年8月号から2016年12月号まで連載された。

## 概要
『月刊ガンガンJOKER』の創刊1周年を記念して行われた、読者投票で勝者を決める「第3回J1グランプリ」にてWEB予選、本誌決戦を勝ち抜き連載を開始した。
『月刊ガンガンJOKER』（スクウェア・エニックス）2011年5月号に読み切り『繰繰れ! コックリさん』が掲載された後（WEB予選では2011年2月）、8月号に同タイトルで連載開始。
カテゴリーはギャグ漫画であるが、全体を通してシュールな描写が一貫されていながらも、キャラクターが作品にのみならず読者に対しても辛辣なコメントを述べるなどメタフィクショナルな要素もあり、重々しくシビアさの垣間見られる作風が持ち味となっているのが特徴。
2014年9月号から同誌で『愚愚れ! 信楽さん ―繰繰れ! コックリさん 信楽おじさんスピンオフ―』（ぐぐれ しがらきさん ぐくれ コックリさん しがらきおじさんスピンオフ）が連載された。
2014年10月より12月までテレビアニメが放送された。

## ストーリー
自称「人形」の電波少女市松こひなが、怪しげな術（1人コックリさん）で狐の物の怪コックリさんを呼び出した。
取り憑くはずのコックリさんは、一人ぼっちのこひなを心配して献身的に家事をこなすなど、その姿はまるで“オカン”。おまけに、こひなを激愛する狗の物の怪狗神と、ダメ親父の化け狸信楽も住み着いて、コックリさんの苦労は3倍となる。電波少女と時にイケメン、たまにモフーンな3匹のアニマル達が織り成す“非日常系モフモフコメディ”。

## 登場人物

### 主要人物
市松 こひな（いちまつ こひな）
声 - 広橋涼
本作の主人公で、ヒロイン。小学生の女の子。一人称は「市松」、コックリさんを「コックリさん」（単行本では、一度だけ「コックリ」と呼んだことがある）、狗神を「狗神さん」、信楽を「信楽おじさん」と呼ぶ。
黒髪のおかっぱ頭で、瞳の色は緑。紺色のワンピースの制服や、狐をモチーフにしたマントを着ていることが多く、それ以外の服装は本編でほとんど披露されていない。
常に敬語で話し、「〜シマセウ」などといった古風な言葉遣いをする。
自らを「人形」と名乗る、いわゆる電波系の少女。作中では、一部のシーンを除いて常にデフォルメされた姿で描かれている。しかしたまに頭身が上がり小学生らしい体格になる時がある（おもにシリアスな時や心情を吐露する場合など）。その際の容姿はかなりの美少女で、しばしば「作画崩壊」と呼ばれることもある。
無感動で無気力な性格。周りの人物を心無い発言で翻弄する毒舌家でもある。電波系の発言や無感情さから、学校でも気味悪がられ友達がおらず、孤独に過ごしている。ただし、もふもふしたものが好きだったり宿題が嫌いだったり、タマのしつこい過保護に辟易するなど、普通の子供らしい一面もある。
基本的には無表情であるが、時折見せる笑顔はとても可愛らしく、それを見たコックリさんが赤面している。ただし、意識して笑おうとすると顔のパーツが奇妙に歪んだ恐ろしい表情になってしまう（作り笑顔を見た妖怪が同類と認識するレベルで、ときには両目が顔から外れて落ちてしまうこともある）ため、滅多に見ることはできない。
好物はカップ麺で、それに関連した知識も豊富でカップ麺のホームページを立ち上げるほど。アニメ版では原作者の思いつきにより「カプメン」、原作ではたまに「カプムー」、「カプヌー」と発音している。
小学生ながら、明治時代以前に建てられた蔵を持つ広い一軒家で一人暮らしをしている（のちに、こひな宅が神奈川県内の住宅地に在ることが明かされた）。
そのため、今まで誰かに本気で叱られたことはなく、コックリさんに叱られた際には「何故か嬉しい」と思っていた（こひな曰く、学校の先生は仕事の為怒る）。

コックリさん
声 - 小野大輔 / 白石涼子（女性時）
狐の物怪。本作における「もう一人の主人公」ともいえる立ち位置である。一人称は「オレ」、こひなを「こひな」、狗神を「狗神」、信楽を「信楽」と呼ぶ。
人型の際は、長い銀髪に獣耳を生やし、白い着物に水色の羽織を着た美男子の姿をとるが時折、腰から尻尾を生やした姿で登場することがある。吊り目であり、瞳の色は黄色。動物型の際は、デフォルメされた黄色い狐の姿をとる。女体化時は瞳の色は変わらないがパッチリとした大きな目になり、桃色の羽織を着ている。
いずれの姿の時も、首に巨大な鈴を下げており、これはこひなからの贈り物である。鈴の色は普段は銀色だが動物型の時は金色に変わる。最初は「つけている限り家から出ることが出来ず、こひな以外には外せない呪いのアイテム」という設定だったが、徐々にその設定は見られなくなっていった。
世話焼きな性格で面倒見がよく、自他ともに認めるオカン属性の持ち主。カップ麺ばかり食べているこひなの不摂生を心配し、彼女の生活を改善させるために取り憑くことを決意した。市松家に取り憑いてからは、家事全般をそつなくこなしている。性格上、他の人物（ならび妖怪たち）に比べて良識があり、作中ではしばしばツッコミ役に回っているものの、特定のことに関わると暴走しがちな面を見せている。
機械が大の苦手であり、こひなたち曰く、「機械の死神」（らしい）。そのため、パソコンのキーを少し叩いただけでパソコンを壊してしまうほど。また、虫も苦手である。
自分の容姿には大きな自信を持っており、イケメンを自称するなどナルシストな一面があり、事ある毎にこひなからは「設定上だけ」と言われては気落ちしている。このことから年齢のことも非常に気にしており、こひなに年齢を聞かれた時は、1度だけ25歳と答えたが、主に答えずにいる。。その悩みの深さは、狗神の若さに対するコンプレックスや年齢を訊かれたストレスで胃潰瘍になり、吐血して入院してしまったほど。
元は神社に祀られていた神様であった。しかし、後に信仰を失い、落魄れてしまった。過去は呼び名を沢山持つほど人々に知られた存在であったが信楽の話によれば、「神」といってもアルバイトのような低い地位であったため、神無月が訪れても出雲から招待されたことがなく、悪名高い化け狐の時期もあったらしい。
かつて自分が祀られていた神社が廃れて荒廃してしまったあと、こひなが唯一そこに遊びに来てくれたことから、こひなに呼び出される以前より彼女のことを見守り続けていた。しかしそのエピソードを聞いたこひなから、「ストーカーでは」と恐れられることとなる（本人曰く守護神との勘違い〈単行本1巻参照〉）。
変化が得意で、老若男女に化けられる。狗神とは異なり、自ら進んで女性に化けることはないが、「容姿も家事の腕も上々であるため、女の姿でいると男からの求婚が後を絶たず面倒だから」というのがその理由。その他、幻術や狐火を操ったり、分身することもできる。また、フライパンを武器として使うことが多い。これらは度々悪乗りが過ぎ暴走する狗神や信楽に、制裁をする時に振るわれる。変化時の煙や、狐火の色は青。
育毛に「Ri○P」を使っている。

狗神（いぬがみ）
声 - 櫻井孝宏 / 斎藤千和（女性時）
犬神。一人称は「私（わたくし）」、こひなを「我が君（または『こひな様』）」、コックリさんを「狐殿」、信楽のことは「狸殿、もしくは『信楽殿』と呼ぶが、そう呼ぶ回数は少なく、普段は「淫獣」呼ばわりがほとんど。
人型の際は、左目が前髪で隠れた黒髪の青年の姿をとる。吊り目であり、瞳の色は赤。動物型の際は、紫色をベースとした三頭身の犬のマスコットのような姿をとる。
生前、普通の犬であった時の性別を覚えていないことに加え、狗神と化して間もないこともあり、性別が不安定な状態であるため、男性だけではなく女性の姿をとる時も多い。
いずれの姿の時も、黒いスーツを着ており、左腕に「（狗）」と書かれた赤い腕章を付けている。動物型と女性の姿の時のみ、犬の耳と尻尾が現れる。
普通の犬として3年生き、死後に狗神と化してから2年経過しているため、実年齢は5歳。
常に慇懃無礼な敬語で話すが、主にこひなの言う事しか聞かず、都合の悪いことは耳を貸そうとしない自己中心的な性格である。それに加え、平然と「自分と関わった者は胃が穴だらけになる」と語るなど、腹黒さと性悪さを自覚しており、それらを一切隠さない。人型と動物型とでは、話すときの声質が異なっており、動物の姿を取るときは声が少し高くなる。
捨て犬だった生前におけるこひなとの交流をきっかけに、彼女へ異様なまでの愛を捧げる変質的なストーカーと化す。ある雨の日にこひなとの再会を果たし、市松家へ無理矢理押しかける形で彼女に取り憑いた。それ以降、こひなのことを「我が君」と呼び慕っており、彼女のことで妄想する度に出血することが多い。こひなが工作で作った犬小屋を自室としており、室内は霊力で広くし、部屋はこひなのグッズで埋め尽くされている。
一般的な「狗神（犬神）」は犬を呪詛の道具として苛め殺して作られるが、彼がどのようなプロセスで命を落として狗神となったかは不明。しかし、生前こひな以外からは誰にも見向きもされず、愛情に恵まれなかった経緯もあり、「『狗神』という存在の本質は呪いであり、何もかもが嫌いで当然」として、こひな以外の存在は例え自分であろうと例外なく嫌悪の対象だと豪語する。そのため、こひなの世話を焼くコックリさんも敵視しており、何かと彼に難癖や文句をつける。また、同じく執拗にこひなを狙っているタマとは犬猿の仲である。女体化した際、自らに素早く近づきセクハラ行動を働こうとしている信楽に対しては、嫌悪と警戒を露わにし名前もほとんど呼ばないが、悪戯好きな彼に翻弄されることもしばしば（こひなの姿で化かされ、本格的に家出したことも）。
予防接種をいやがる、サイレンが鳴ると吠える、靴にじゃれる、庭にものを埋めるなど犬らしいところもある。また、生前の恵まれない生活環境から、心の奥では疎外感や孤独感を抱えているような描写も見られる。
前述のように、「狗神」という存在の本質から呪詛の類を得意とする。また、武器として二丁拳銃を扱うことも多い。動物型の際は、無数に分裂したり素早く動き回ることができるため、上記女体化や人外ゆえの不死身体質と合わせて何でもありの便利キャラとして描かれている。変化時の煙の色は紫。

信楽（しがらき）
声 - 中田譲治
化け狸。一人称は「俺（場合によっては『オジさん』ということがある）」、二人称は「おまいさん」で、こひなを「嬢ちゃん」、コックリさんを「狐」、狗神を「狗神」と呼ぶ。
人型の際は、白と黒のツートンカラーの短髪で、焦茶色の着物を着た中年男性の姿をとる。三白眼（アニメ版ではアップになるシーンで瞳の色が抹茶色になっている）であり、右目には眉の上から頬にかけて縦断する大きな傷跡がある。動物型の際は、デフォルメされた茶色の狸の姿をとる（当初はこひなを驚かせようとして、リアルな信楽焼のタヌキの置き物のような姿に変身している）。
いずれの姿の時も首には信楽焼の狸のように編笠を引っ掛けており、人型の時には着物の肩に畳袈裟（イラストによっては修験者の結袈裟）を掛けている。また、「怪異・怪の類は舐められたら負けだから極道者ばかり」と語り、自身も背中全体に昇り龍や牡丹の刺青を入れている。戦う時は自身が首に引っ掛けている編笠を武器として用いることがある。
飄々とした性格。また誰かを化かすのが大好きな悪戯好きでもある。こひながコックリさん（遊戯）をした際に現れ、そのままノリと流れで彼女に取り憑く。その際、コックリさんには「四国へ帰れ」と罵倒された。
無類の酒・賭博好きで万年金欠状態だが、自分から働く気は全くない。いわゆるニートで、金融業者から疎んじられているほど かなりの頻度で借金を踏み倒している。こひなに取り憑いたのも、それまでトマコ狸と共に取り憑いていた家を、全財産を万馬券に賭けた結果潰してしまい、棲み処を失ったことも大きな理由である。
また女好きでもあり、こひなに対して「紫の上も男のロマン」とお年玉（という名の手付金）を渡して口説こうとしたり、女体化した狗神やコックリさんにも手を出そうとするほど見境がない。こひなを口説こうとした際にはコックリさんに「年の差を考えろ」と叱責されたが、冗談だったと前置きした上で「（自分たち）化け物の年齢から見れば幼女も老女も頭文字程度の違いしかない」と言い返している。
かつてコックリさんが長屋に住んでいた頃、隣の部屋に住んでいた昔馴染みであり、昔から彼に迷惑をかけっぱなしである。また彼からは「人に寄生する屑」と言われ煙たがられている。
人を化かすのが好きであり、よくこひなたちを騙して楽しんでいる。しかし、自分が取り憑いて崩壊させてしまった家の子を児童養護施設に預け、さらにそこに寄付金を送るなど、人間（特に子供）には思いやりを見せることもある。また、上記のようにコックリさんに厄介事を押し付けることこそ多いものの、内心では彼のことを大事な友人だと思っている。基本的にだらしない言動が多いが、いざというときは年長者として物事を解決しようとするなど頼りがいがある。
変化時の煙や、妖力による光の色は黄色。

### こひなの知人
山本くん（やまもとくん）
声 - 山本和臣
こひなのクラスメイト。一人称は「ボク」。
どう見てもグレイ似の外見をしているが、自らを「地球人」と名乗っている。たまに謎の黒服の集団（こひな曰く「お迎えに来てくれた家族」とのことだが、正体は不明）に連れ去られることもある。
嘘がつけない性格。面倒見が良く、口の中で妹の世話をしている。
よくチップを埋め込もうとしたり、焼肉の下に忍ばせたりしている。
容姿は明らかに人外だが、優しい常識人であるためにクラスメイトからは信頼され、周囲とは良好な関係を築いている。

じめ子さん（じめこさん）
声 - 金元寿子
こひなの机の上に毎日花瓶を飾る、自称いじめっ子の少女。一人称は「アタシ」。
明るい茶髪をツーサイドアップにしている(当初はツインテールにしていたが、コックリさんの髪型を真似てツーサイドアップにした。)瞳の色は青。元はこひなの学校に転校してきた転校生であったが、極度のあがり症と人見知りで友達作りに失敗し、落ち込んでいたところをこひなが掛けてくれた言葉で救われたことから、何としても彼女の気を引こうといじめ始めた。
乱暴ないじめは一切行わず、こひなへの精神的嫌がらせのために花瓶を置いているが、活ける花は主に「友情」の花言葉を持つ辛夷で、家の手伝いをしたり何かと節約してお金を貯め、自腹で買っている。また、悪天候の日でもインフルエンザに罹患した日でも、律儀にこひなの机へ花瓶を置いていた。しかし、こひなからは一切反応されず、名前さえも知られていなかったことに衝撃を受ける。
性格は典型的なツンデレだが上記のことなど、こひなに心配されるほどかなりずれた一面を持っている。「じめ子さん」とはこひなが本名を知らないままつけたあだ名であり、彼女自身も名乗らなかったために本名は不明。

天狗（てんぐ）
声 - 鳥海浩輔
山の神であり、小さな男の子が好きな変態。一人称は「ワシ」。
本人曰く「天狗のショタ好きは日本の公式設定」だそうで、小さい女の子には一切興味がない。というより女性そのものに一切の興味がなく、全ての女性を男性にするための薬を作るほど。
昔は怪異であるにもかかわらず人間の教師になることを夢見ていたが、志望動機に「ショタが好きだから」と書いたため、どの学校も受け入れてくれなかった。
常に顔面にマスクをしており、人前では絶対に取らない。また、マスクの下は超絶美形とされており、見た者は記憶障害を起こして無力化する。しかし、こひなだけは動じなかったため、それからは彼女のことを意識するようになってしまった。
弱点は一般に知られている天狗同様に鯖であるが、「サバサバ系」を自称する存在もダメであることを語っている。
なお、テレビアニメ版の本編では、デフォルメされた時の姿での出番のみとなっている。

タマ
声 - ゆかな
猫神。一人称は「私（ワタクシ）」。甘味処「ねんねこ亭」の看板娘で、店舗が3丁目にあることから「3丁目のタマ」を名乗る（コックリさんから、「それやめろ」といわれたことがある）。
人型の際は、桃色の長髪をツインテールに結んだ少女の姿をとる。猫目であり、瞳の色は青緑色。動物型の際は、デフォルメされた桃色の子猫の姿をとる。いずれの姿の時も、着物をアレンジした赤色のエプロンドレスを着ており、頭には黒のバンダナを巻いている（人型では、バンダナが猫耳型になっている）。語尾に「にゃ」を付けて話す。狗神と同じく、人型と動物型とで声色が変化し、動物の姿のときは声が甲高くなる。
重度の人形フェチで市松人形などの日本人形に異常な愛を注いでおり、店内を不気味な日本人形で飾っている。しかも、その多くは、動く、髪が伸びる、うめき声を上げるなど強い妖気を漂わせる怪しいもので、店内の雰囲気にも著しい悪影響が出ている。そのせいで、店の評判も口コミサイトで軒並み低評価を付けられるなど、あまり芳しくない（しかし、タマ本人は店の不人気が自身の集めている人形にあることには一切気付いていない）。
のちに「甘味処より儲かる」との理由でキャットカフェを開業し、そのオーナーとなっているが、スタッフの猫たちの前には人型の姿で登場している。
強引な性格で、こひなを人形と勘違いし、勝手に店に連れて来たこともある。その上自身が求めるものに対してコックリさん以上に神経質な言動をするため、最後はそれらに耐え切れなくなったこひなの策略に引っかかり、あっさりと逃げられてしまっている。その後もこひなを狙ってしつこく付きまとったり、勝手について行ったりしているものの、こひなから幼児化してしまったコックリさんと狗神と信楽の世話を依頼されてそれに応じるなど、対人関係は割と良好である。
料理が得意で腕前はコックリさんと同等（もしくは彼を凌ぐ実力を持つ）と見られ、甘味処のメニューも彼女のお手製。
こひなへの執着については同類の狗神とは反りが合わず、しばしば彼の辛辣な言動に対して苛烈な制裁を下している。こひなによる、「母親が三味線になった」と言う嘘を真に受けてショックを受けるなど、母親に対する愛情はあるようである。
妖力による結界の色は桃色。

## 書誌情報

### 単行本
ガンガンコミックスJOKERより刊行。
1. 2011年12月22日初版発行（同日発売）、ISBN 978-4-7575-3450-6
2. 2012年7月27日初版発行（同日発売）、ISBN 978-4-7575-3632-6
3. 2012年10月22日初版発行（同日発売）、ISBN 978-4-7575-3756-9
4. 2013年3月22日初版発行（同日発売）、ISBN 978-4-7575-3906-8
5. 2013年8月22日初版発行（同日発売）、ISBN 978-4-7575-3957-0 / 初回限定特装版 ISBN 978-4-7575-3955-6
6. 2014年3月22日初版発行（同日発売）、ISBN 978-4-7575-4255-6
7. 2014年9月22日初版発行（同日発売）、ISBN 978-4-7575-4419-2
8. 2014年12月22日初版発行（同日発売）、ISBN 978-4-7575-4507-6
9. 2015年5月22日初版発行（同日発売）、ISBN 978-4-7575-4488-8 / 初回限定特装版 ISBN 978-4-7575-4487-1
10. 2015年11月21日初版発行（同日発売）、ISBN 978-4-7575-4803-9
11. 2016年3月22日初版発行（同日発売）、ISBN 978-4-7575-4914-2
12. 2017年1月22日初版発行（同日発売）、ISBN 978-4-7575-5222-7

### ファンブック
- 『繰繰れ! コックリさん5.5 公式ググ本』 スクウェア・エニックス、2013年8月22日初版発行（同日発売）、ISBN 978-4-7575-4023-1
- 『繰繰れ! コックリさん8.5 コラボレーションファンブック 妖怪ググ辞典』 スクウェア・エニックス、2014年12月22日初版発行（同日発売）、ISBN 978-4-7575-4460-4

## テレビアニメ
2014年10月より12月まで、テレビ東京ほかにて放送された。ナレーションは田村ゆかりが担当。なお、登場人物の台詞における一部の語彙（実在する企業やウェブサイト名など）には自主規制音が被せられている。
レコチョクの2014年秋アニメ人気ランキングでは『七つの大罪』に次いで第2位となっている。

### スタッフ
- 原作 - 遠藤ミドリ（スクウェア・エニックス「月刊ガンガンJOKER」掲載）
- 監督・脚本・選曲 - 平池芳正
- キャラクターデザイン・総作画監督 - 大島美和
- デザインワークス - 中島絵理、湯川純
- テクスチャークリエーター・特殊効果 - イノイエシン
- 美術監督・美術設定 - 松本浩樹
- 色彩設計 - 鈴木依里
- 撮影監督 - 塩川智幸
- 編集 - 坪根健太郎
- 音響監督 - 鶴岡陽太
- 音楽 - 百石元
- 音楽プロデューサー - 若林豪
- 音楽制作 - KADOKAWA メディアファクトリー
- プロデューサー - 河本紗知、紅谷佳和、渡邊愛美、麻生一宏、石塚正俊、小島哲、新井友里恵
- アニメーションプロデューサー - 山川剛史
- アニメーション制作 - TMS/だぶるいーぐる
- 製作 - 「繰繰れ!コックリさん」製作委員会（KADOKAWA メディアファクトリー、テレビ東京、AT-X、日本アドシステムズ、ソニー・ミュージックコミュニケーションズ、トムス・エンタテインメント、フロンティアワークス）

### 主題歌
オープニングテーマ「Welcome!!DISCOけもけもけ」
作詞・作曲・編曲 - 前山田健一 / 歌 - コックリさん（小野大輔） / 台詞 - 狗神（櫻井孝宏）、信楽（中田譲治）
第1憑目・第12憑目ではエンディングテーマとして使用。第7憑目から映像の一部に特殊効果を追加。ほぼ毎回のマイナーチェンジが多く、回が進むごとによってキャラクターが増えていたり、最後の整列するシーンは、物語の進みにより毎回異なる。
エンディングテーマ
「This Merry-Go-Round Song」
作詞・作曲・編曲・歌 - 末光篤
第1憑目・第12憑目では未使用。第2憑目 - 第4憑目は静止画を使用。
「This Merry-Go-Round Song(Piano Version)」（第8話）
作曲・編曲 - 末光篤

### 各話リスト
| 話数     | サブタイトル                      | 絵コンテ   | 演出       | 作画監督                                | 原作エピソード                        |
| -------- | --------------------------------- | ---------- | ---------- | --------------------------------------- | ------------------------------------- |
| 第1憑目  | 人形少女・ミーツ・コックリさん!   | 平池芳正   | 高島大輔   | 高鉾誠                                  | 第0憑目、第0.5憑目 第0.8憑目、第1憑目 |
| 第2憑目  | 爽やか笑顔は真人間への第一歩!     | 島津裕行   | 飛田剛     | 谷津美弥子                              | 第0.5憑目、第1憑目、第2憑目           |
| 第3憑目  | 狗神ステイハウス!                 | 金崎貴臣   | 松田清     | 新谷憲、石川慎亮                        | 第5憑目、第6憑目 第9憑目、第12憑目    |
| 第4憑目  | 気になるアイツはSF系!             | 西澤晋     | 奥野浩行   | 桜井正明、工藤裕加                      | 第7憑目、第12憑目、第16憑目           |
| 第5憑目  | 机のお花はメッセージ!             | 島津裕行   | 高島大輔   | 高鉾誠、小松真梨子                      | 第10憑目、第14憑目、第20憑目          |
| 第6憑目  | こひなと一つ目と信楽!             | 西澤晋     | 古賀一臣   | 谷津美弥子                              | 第17憑目、第19憑目                    |
| 第7憑目  | 猫神タマの一目惚れ!               | 鎌倉由実   | 佐々木純人 | 山崎克之、北村晋哉 いとうまりこ、かおり | 第21憑目、第29憑目                    |
| 第8憑目  | コックリさんの湯けむり秘湯めぐり! | 篠原俊哉   | 松田清     | 石川慎亮、津吹明日香                    | 第21憑目、第22憑目                    |
| 第9憑目  | 悩み多きト・シ・ゴ・ロ!           | 金崎貴臣   | 長岡義孝   | 高鉾誠、鷲田敏弥                        | 第34憑目、第36憑目                    |
| 第10憑目 | 紅葉待ちぼうけの日々!             | 垣野内成美 | 高島大輔   | 小松真梨子、田中誠輝 津吹明日香         | 第37憑目、第38憑目                    |
| 第11憑目 | 大人ドロップアウトでコスプレイ!   | 島津裕行   | 奥野浩行   | 工藤裕加、桜井正明 丸山修二             | 第31憑目、第32憑目                    |
| 第12憑目 | DESTINY!                          | 島津裕行   | 古賀一臣   | 高鉾誠、小松真梨子 石川慎亮             | 第11憑目、第13憑目、第14憑目          |

### 放送局
| 放送期間                  | 放送時間                     | 放送局         | 対象地域       | 備考                                       |
| ------------------------- | ---------------------------- | -------------- | -------------- | ------------------------------------------ |
| 2014年10月6日 - 12月22日  | 月曜 1:05 - 1:35（日曜深夜） | テレビ東京     | 関東広域圏     | 製作委員会参加                             |
| 2014年10月8日 - 12月24日  | 水曜 2:10 - 2:40（火曜深夜） | テレビ大阪     | 大阪府         |                                            |
|                           | 水曜 2:35 - 3:05（火曜深夜） | テレビ愛知     | 愛知県         |                                            |
| 2014年10月10日 - 12月26日 | 金曜 2:05 - 2:35（木曜深夜） | テレビ北海道   | 北海道         |                                            |
|                           | 金曜 2:15 - 2:45（木曜深夜） | テレビせとうち | 岡山県・香川県 |                                            |
|                           | 金曜 3:00 - 3:30（木曜深夜） | TVQ九州放送    | 福岡県         |                                            |
| 2014年10月11日 - 12月27日 | 土曜 18:30 - 19:00           | AT-X           | 日本全域       | CS放送 / 製作委員会参加 / リピート放送あり |

| 配信期間                      | 配信時間                   | 配信サイト         | 備考 |
| ----------------------------- | -------------------------- | ------------------ | ---- |
| 2014年10月11日 - 12月27日     | 土曜 23:00 - 23:30         | ニコニコ生放送     |      |
|                               | 土曜 23:30 更新            | ニコニコチャンネル |      |
| 2014年10月17日 - 2015年1月2日 | 金曜 0:00（木曜深夜） 更新 | バンダイチャンネル |      |
| 2014年10月24日 - 2015年1月9日 | 金曜 12:00 更新            | dアニメストア      |      |

### BD / DVD
| 巻 | 発売日         | 収録話          | 規格品番  | 規格品番  |
| 巻 | 発売日         | 収録話          | BD        | DVD       |
| -- | -------------- | --------------- | --------- | --------- |
| 1  | 2014年12月24日 | 第1話 - 第2話   | ZMXZ-9721 | ZMBZ-9731 |
| 2  | 2015年1月28日  | 第3話 - 第4話   | ZMXZ-9722 | ZMBZ-9732 |
| 3  | 2015年2月25日  | 第5話 - 第6話   | ZMXZ-9723 | ZMBZ-9733 |
| 4  | 2015年3月25日  | 第7話 - 第8話   | ZMXZ-9724 | ZMBZ-9734 |
| 5  | 2015年4月24日  | 第9話 - 第10話  | ZMXZ-9725 | ZMBZ-9735 |
| 6  | 2015年5月27日  | 第11話 - 第12話 | ZMXZ-9726 | ZMBZ-9736 |

### 新作OVA
Blu-rayとDVDに1巻から５巻までは毎巻2話ずつ収録し、6巻のみ1話収録されている。
| 巻 | サブタイトル                 | 絵コンテ | 演出       | 作画監督             |
| -- | ---------------------------- | -------- | ---------- | -------------------- |
| 1  | コックリさんと仲良しの鈴！   | 平池芳正 | 高島大輔   | 高鉾誠               |
| 1  | しっぽとれた？               | 島津裕行 | 飛田剛     | 谷津美弥子           |
| 2  | デジタル怖いコックリさん！   | 平池芳正 | 松田清     | 石川慎亮             |
| 2  | 秘密のこひなちゃん！         | 平池芳正 | 長岡義孝   | 津吹明日香           |
| 3  | 狗神さんが転入する朝！       | 平池芳正 | 高島大輔   | 高鉾誠               |
| 3  | バレンタインのコックリさん！ | 平池芳正 | 佐々木純人 | 北村晋哉             |
| 4  | 不思議の国のコックリさん？   | 平池芳正 | 平池芳正   | いとうまりこ         |
| 4  | 仁義なきマフィア？           | 平池芳正 | 平池芳正   | 高鉾誠               |
| 5  | ドキドキ？？ 市松家？        | 平池芳正 | 平池芳正   | 大島美和             |
| 5  | 桃太郎のお供って？           | 平池芳正 | 平池芳正   | 高鉾誠               |
| 6  | コックリさんの居ない日？     | 平池芳正 | 平池芳正   | いとうまりこ、高鉾誠 |